# Alton Kelley
Alton Kelley (Houlton, 17 giugno 1940 – Petaluma, 1º giugno 2008) è stato un illustratore e grafico statunitense, famoso per le sue copertine in stile psichedelico di prodotti discografici degli anni settanta.

## Biografia
Nato nello stato del Maine, in gioventù lavorò nel Connecticut con la mansione di meccanico in una fabbrica che produceva elicotteri, fu corridore motociclista e disegnò automobili modificate. Nel 1964 si trasferì a San Francisco, andando a vivere in una comune del quartiere hippie di Haight-Ashbury. Dopo qualche mese trascorso in Nevada lavorando per il Red Dog Saloon, dove fece pratica nell’allestimento di concerti folk, ritornò a San Francisco. Nella città californiana, che cominciava a vedere l’emergere di una nuova cultura giovanile, insieme a Luria Castell e a Ellen Harmon formò il nucleo originario della compagnia The Family Dog, specializzata nell’organizzazione di eventi danzanti con musica live. Tramite l’aiuto e i consigli dell’influente giornalista Ralph Gleason, familiarizzò con la scena musicale della Bay Area: reclutò per gli spettacoli un gran numero di formazioni musicali – i Jefferson Airplane, The Great Society, The Charlatans, the Marbles, Country Joe McDonald, John Sebastian, The Lovin' Spoonful, The Warlocks (poi ribattezzati Grateful Dead), e molti altri musicisti – ed entrò in contatto con noti personaggi che a vario titolo ruotavano attorno ad essa: fra questi Allen Ginsberg, Ken Kesey e i suoi Merry Pranksters, la Mime Troupe, i Diggers, Bill Graham, Lawrence Ferlinghetti, tutti esponenti della controcultura americana degli anni sessanta, insieme a Neal Cassady, figura rappresentativa della beat generation del decennio precedente; in quel periodo, nella cornice underground di San Francisco si muovevano fra i tanti anche Timothy Leary, Jerry Rubin e Gary Snyder.

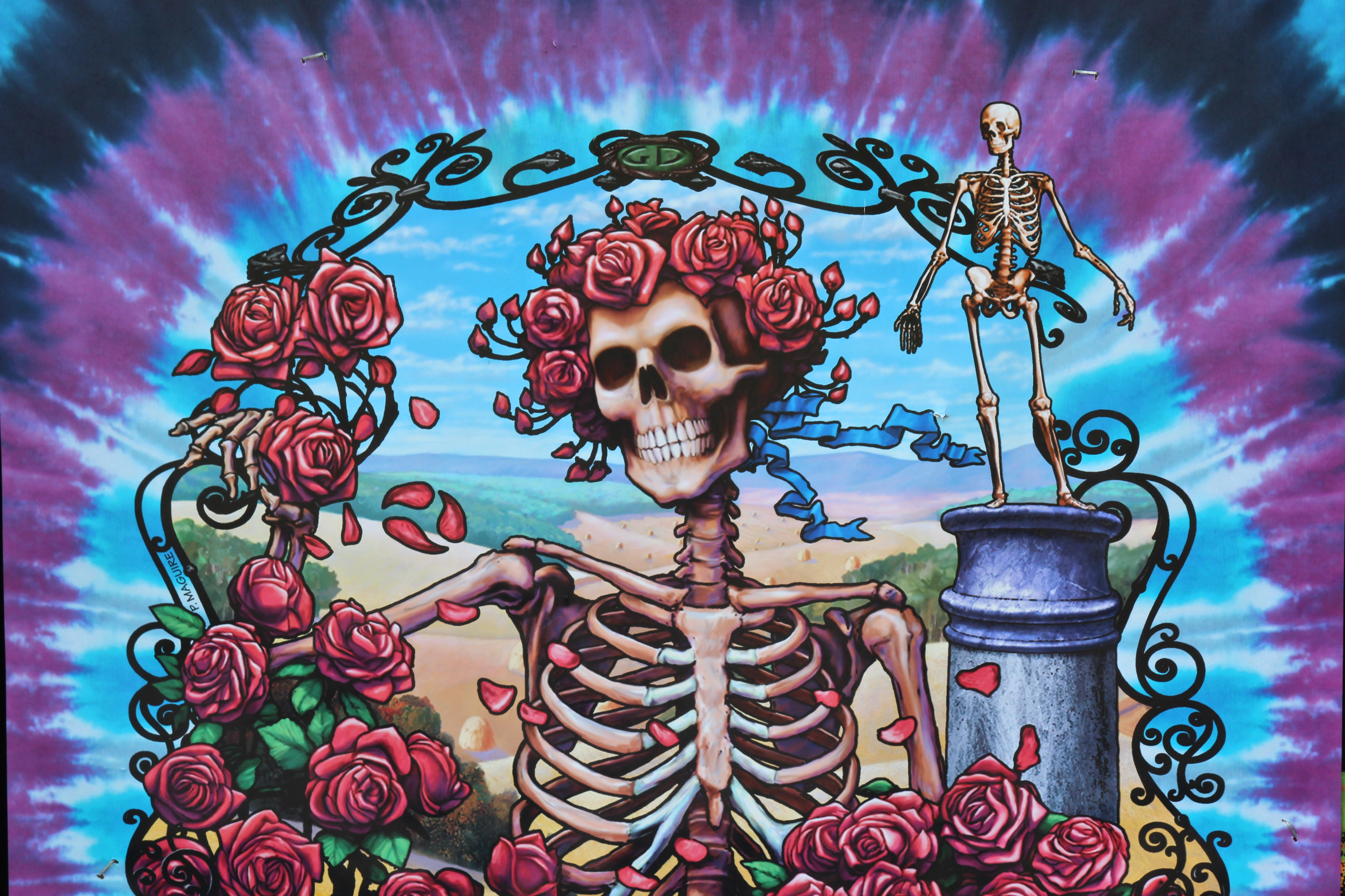
L’icona “Scheletro e rose”

Assieme al grande interesse e attivismo per l’organizzazione dei concerti, Kelley sviluppò la passione per il disegno. Formò un sodalizio artistico assieme a Stanley Mouse, producendo una vivace grafica innovativa dal sapore psichedelico che avrebbe caratterizzato il periodo e influenzato gli anni a venire. Rifacendosi a un’incisione dell’Ottocento, Kelley e Mouse crearono la celebre immagine "scheletro e rose" che divenne il simbolo dei Grateful Dead, e il duo realizzò volantini e poster, commissionati per pubblicizzare concerti e che, distribuiti gratuitamente al termine delle esibizioni, oggi vengono da critici e collezionisti paragonati alle produzioni di Alphonse Mucha e Toulouse-Lautrec e sono valutati decine di migliaia di dollari. La prima creazione di grande successo risale al 1966: un poster destinato a promuovere un concerto dei Big Brother and the Holding Company e dei Quicksilver Messenger Service. Secondo le dichiarazioni dello stesso Kelley, la coppia di disegnatori si ispirò a diversi modelli culturali: dalle produzioni artistiche degli Indiani d’America a quelle cinesi, dall'art déco alla Bauhaus. Nel 1967 l’artista era già diventato un nome di punta, e la rivista Life designò Kelley, Mouse e altri tre grafici i più rilevanti poster artists dell’epoca, definendo le loro opere la "fantasmagoria dell'avanguardia più venduta". Il quintetto di illustratori ricevette il nome di “The Big Five”.
Dopo avere per anni disegnato copertine di LP, Kelley ritornò a dipingere automobili, e tali immagini furono poi vendute e trovarono collocazione in oggetti pubblicitari.
Kelley si spense il 1º giugno del 2008 a causa di complicanze dell’osteoporosi di cui era sofferente. Ha lasciato la madre Annie, la sorella Kathy, la moglie Marguerite Trousdale Kelley, i figli Patty, Yossarian e China, e i nipoti Life e Lacoda.